# Teixidor tricolor
El teixidor tricolor (Ploceus tricolor) és un ocell de la família dels ploceids (Ploceidae).

## Hàbitat i distribució
Habita els boscos del Sierra Leone, sud-est de Guinea, Libèria, Costa d'Ivori, Ghana, Togo, Nigèria, sud de Camerun, el Gabon, República del Congo, República Centreafricana, nord, nord-est, oest, sud i est de la República Democràtica del Congo, extrem oest de Sudan del Sud, Uganda i oest de Kenya cap al sud fins al nord-oest d'Angola.